# Coupe d'Angleterre de rugby à XIII 2016
Navigation
Édition précédente Édition suivante
La Coupe d'Angleterre de rugby à XIII 2016 est l'édition 2016 de la Coupe d'Angleterre, compétition à élimination directe mettant aux prises des clubs de rugby à XIII amateurs et professionnels affiliés à la Rugby Football League.

## Huitièmes de finale
Légende : (1) Super League, (2) Championship, (3) League 1.
Les huitièmes de finale se déroulent le week-end du 6-8 mai 2016.
| 6 mai 2016 | Batley Bulldogs (2) | 4 - 40 (0 - 12) | (1) Dragons Catalans                                                                   | Fox's Biscuits Stadium, Batley 1 249 spectateurs Arbitre : Gareth Hewer |
| 6 mai 2016 | Essai(s) : Brown    |                 | Essai(s) : Yaha, Duport (2), Myler, Taylor, Gigot (2) Transformation(s) : Richards (6) | Fox's Biscuits Stadium, Batley 1 249 spectateurs Arbitre : Gareth Hewer |
| 6 mai 2016 |                     |                 |                                                                                        | Fox's Biscuits Stadium, Batley 1 249 spectateurs Arbitre : Gareth Hewer |

| 6 mai 2016 | Huddersfield Giants (1)                                                                                          | 36 - 22 (19 - 6) | (1) Leeds Rhinos                                                           | John Smith's Stadium, Huddersfield 4 979 spectateurs |
| 6 mai 2016 | Essai(s) : Ta'ai, McGillvary, Brierley, Wood, Brough Transformation(s) : Brough (6) Drop(s) : Connor, Brough (3) |                  | Essai(s) : Keinhorst (2),Sutcliffe,Mullally Transformation(s) : Lilley (3) | John Smith's Stadium, Huddersfield 4 979 spectateurs |
| 6 mai 2016 | |                  |                                                                            | John Smith's Stadium, Huddersfield 4 979 spectateurs |

| 7 mai 2016 | Castleford Tigers (1)                                                                   | 32 - 18 (18 - 12) | (1) Salford City Reds                                    | The Jungle, Castleford 3 317 spectateurs Arbitre : Phil Bentham |
| 7 mai 2016 | Essai(s) : McMeeken (2), Webster, Solomona (2), McShane Transformation(s) : McShane (4) |                   | Essai(s) : Sa'u (2), Lui Transformation(s) : O'Brien (3) | The Jungle, Castleford 3 317 spectateurs Arbitre : Phil Bentham |
| 7 mai 2016 |                                                                                         |                   |                                                          | The Jungle, Castleford 3 317 spectateurs Arbitre : Phil Bentham |

| 7 mai 2016 | Oldham Roughyeds (2)                              | 10 - 70 (6 - 22) | (1) Warrington Wolves | Bower Fold, Stalybridge 2 394 spectateurs Arbitre : James Child |
| 7 mai 2016 | Essai(s) : Ward, Owen Transformation(s) : Palfrey |                  | Essai(s) : Hill, Jullien, Currie (2), Evans, King (3), Lineham, Ormsby (2), Smith Transformation(s) : Gidley (6), Gidley (3) | Bower Fold, Stalybridge 2 394 spectateurs Arbitre : James Child |
| 7 mai 2016 |                                                   |                  | | Bower Fold, Stalybridge 2 394 spectateurs Arbitre : James Child |

| 8 mai 2016 | Wakefield Trinity Wildcats (1)                                                 | 40 - 22 (22 - 10) | (3) Toulouse Olympique XIII                                                       | Belle Vue, Wakefield 2 539 spectateurs Arbitre : Chris Kendall |
| 8 mai 2016 | Essai(s) : Johnstone (4), Miller, Hall et Ashurst Transformation(s) : Finn (6) |                   | Essai(s) : Marguerite, Kriouache, Hulme, Minga Transformation(s) : Kheirallah (3) | Belle Vue, Wakefield 2 539 spectateurs Arbitre : Chris Kendall |
| 8 mai 2016 |                                                                                |                   |                                                                                   | Belle Vue, Wakefield 2 539 spectateurs Arbitre : Chris Kendall |

| 8 mai 2016 | Dewsbury Rams (2) | 4 - 54 (4 - 36) | (1) Wigan Warriors | Tetley's Stadium, Dewsbury 3 102 spectateurs Arbitre : Chris Campbell |
| 8 mai 2016 | Essai(s) : Sykes  |                 | Essai(s) : Charnley (2), Williams, Gildart (2), Sarginson, Bateman (2), Sutton, Tierney Transformation(s) : Charnley (7) | Tetley's Stadium, Dewsbury 3 102 spectateurs Arbitre : Chris Campbell |
| 8 mai 2016 |                   |                 | | Tetley's Stadium, Dewsbury 3 102 spectateurs Arbitre : Chris Campbell |

| 8 mai 2016 | Halifax RLFC (2)                                                          | 18 - 28 (12 - 18) | (1) Widnes Vikings                                                                   | The Shay, Halifax 2 032 spectateurs Arbitre : Mike Woodhead |
| 8 mai 2016 | Essai(s) : Saltonstall, Robinson, Greenwood Transformation(s) : Tyrer (3) |                   | Essai(s) : Heremaia, White, Houston, Runciman, Chapelhow Transformation(s) : Hanbury | The Shay, Halifax 2 032 spectateurs Arbitre : Mike Woodhead |
| 8 mai 2016 |                                                                           |                   |                                                                                      | The Shay, Halifax 2 032 spectateurs Arbitre : Mike Woodhead |

| 8 mai 2016 | St Helens RLFC (1) | 18 - 47 (12 - 25) | (1) Hull FC |  |
| 8 mai 2016 |                    |                   |             |  |
| 8 mai 2016 |                    |                   |             |  |

## Quarts-de-finale
Légende : (1) Super League.
Les quarts de finale se déroulent le week-end entre le 23 et 25 juin 2016.
| 23 juin 2016 | Huddersfield Giants (1) | 16 - 28 (-) | (1) Wakefield Trinity Wildcats |  |
| 23 juin 2016 |                         |             |                                |  |
| 23 juin 2016 |                         |             |                                |  |

| 24 juin 2016 | Warrington Wolves (1) | 20 - 18 (-) | (1) Widnes Vikings |  |
| 24 juin 2016 |                       |             |                    |  |
| 24 juin 2016 |                       |             |                    |  |

| 25 juin 2016 | Hull FC (1) | 22 - 8 (-) | (1) Dragons Catalans |  |
| 25 juin 2016 |             |            |                      |  |
| 25 juin 2016 |             |            |                      |  |

| 25 juin 2016 | Wigan Warriors (1) | 26 - 12 (-) | (1) Castleford Tigers |  |
| 25 juin 2016 |                    |             |                       |  |
| 25 juin 2016 |                    |             |                       |  |

## Demi-finale
Légende : (1) Super League.
Les quarts de finale se déroulent le week-end entre le 29 et 30 juillet 2016.
| 29 juillet 2016 | Wigan Warriors (1) | 12 - 16 (-) | (1) Hull FC |  |
| 29 juillet 2016 |                    |             |             |  |
| 29 juillet 2016 |                    |             |             |  |

| 30 juillet 2016 | Warrington Wolves (1) | 56 - 12 (-) | (1) Wakefield Trinity Wildcats |  |
| 30 juillet 2016 |                       |             |                                |  |
| 30 juillet 2016 |                       |             |                                |  |

## Finale (27 août 2016)
(mt : 0 - 6)
Homme du match : Marc Sneyd
Points marqués : 0-6, 0-10, 6-10, 12-10
- Hull FC: 2 essais de Fonua (62e) et Shaul (73e), 2 pénalités de Sneyd (62e, 73e)
- Warrington Wolves: 2 essais de Currie (34e), Russell (54e), 1 transformations de Gidley (34e)

Évolution du score :
Arbitre : Gareth Hewer
Spectateurs : 76 235
- Hull FC: Shaul - Michaels, Fonua, Yeaman, Talanoa - Tuimavave, Sneyd - Taylor - Houghton, Watts, Manu, Minichiello, Ellis (c) - Bowden, Pritchard, Washbrook, Green
- Warrington Wolves: Ratchford - Russell, King, Atkins, Evans - Gidley, Sandow - Hill (c), Clark, Sims, Currie, Hughes, Westerman - King, Dwyer, Westwood, Bailey